# Boulevard Lambermont
Pour les articles homonymes, voir Rue Lambermont.
Le boulevard Lambermont (en néerlandais : Lambermontlaan) est une artère importante faisant partie de la grande ceinture de Bruxelles située sur le territoire de la commune de Schaerbeek, qui va du pont Teichmann (gare de Schaerbeek) jusqu'au carrefour avenue Chazal-boulevard Général Wahis en passant entre autres par l'avenue Princesse Élisabeth, l'avenue Eugène Demolder, la chaussée de Helmet, la chaussée de Haecht, l'avenue Louis Bertrand et se prolonge par le boulevard Général Wahis.
L'avenue porte le nom du baron Auguste Lambermont, homme politique belge né à Limelette le 25 mars 1819 et décédé à Bruxelles le 6 mars 1905.

## Adresses notables
- nos 9-13 : maisons du Foyer Schaerbeekois
- no 17 : Isat-Ephec
- no 31 : institut technique Cardinal Mercier et école Notre-Dame du Sacré-Cœur
- no 52 : ambassade du Tchad
- no 109 : Fondation Shan, fondation privée destinée à créer une alternative à la vie en institution pour une personne handicapée mentale.
- no 127 : atelier de sculpture de Jean-Marie Sommarti
- no 134 : le sculpteur Godefroid Devreese y a habité
- no 158 : mission évangélique belge
- no 200 : bibliothèque communale Sésame
- no 207 : René Magritte a occupé le rez-de-chaussée avant de déménager plus loin sur le boulevard au no 404
- no 364 : Cèdre bleu de l'Atlas répertorié comme arbre remarquable et classé en date du 13 juillet 2006
- no 411 : serres communales de Schaerbeek (parc Josaphat)
- no 416 : ambassade de la République centrafricaine

## Galerie de photos

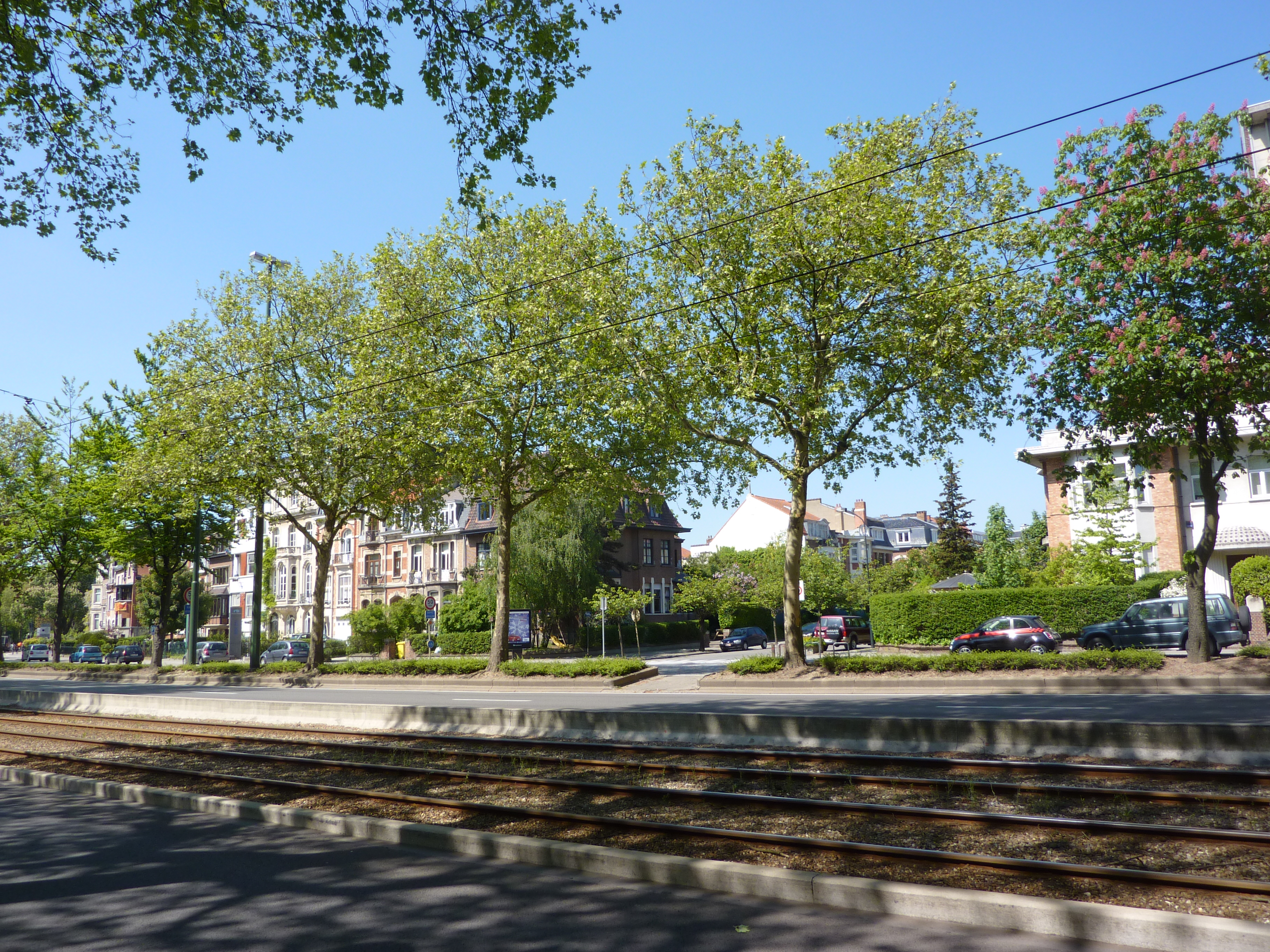
Quartier des Fleurs
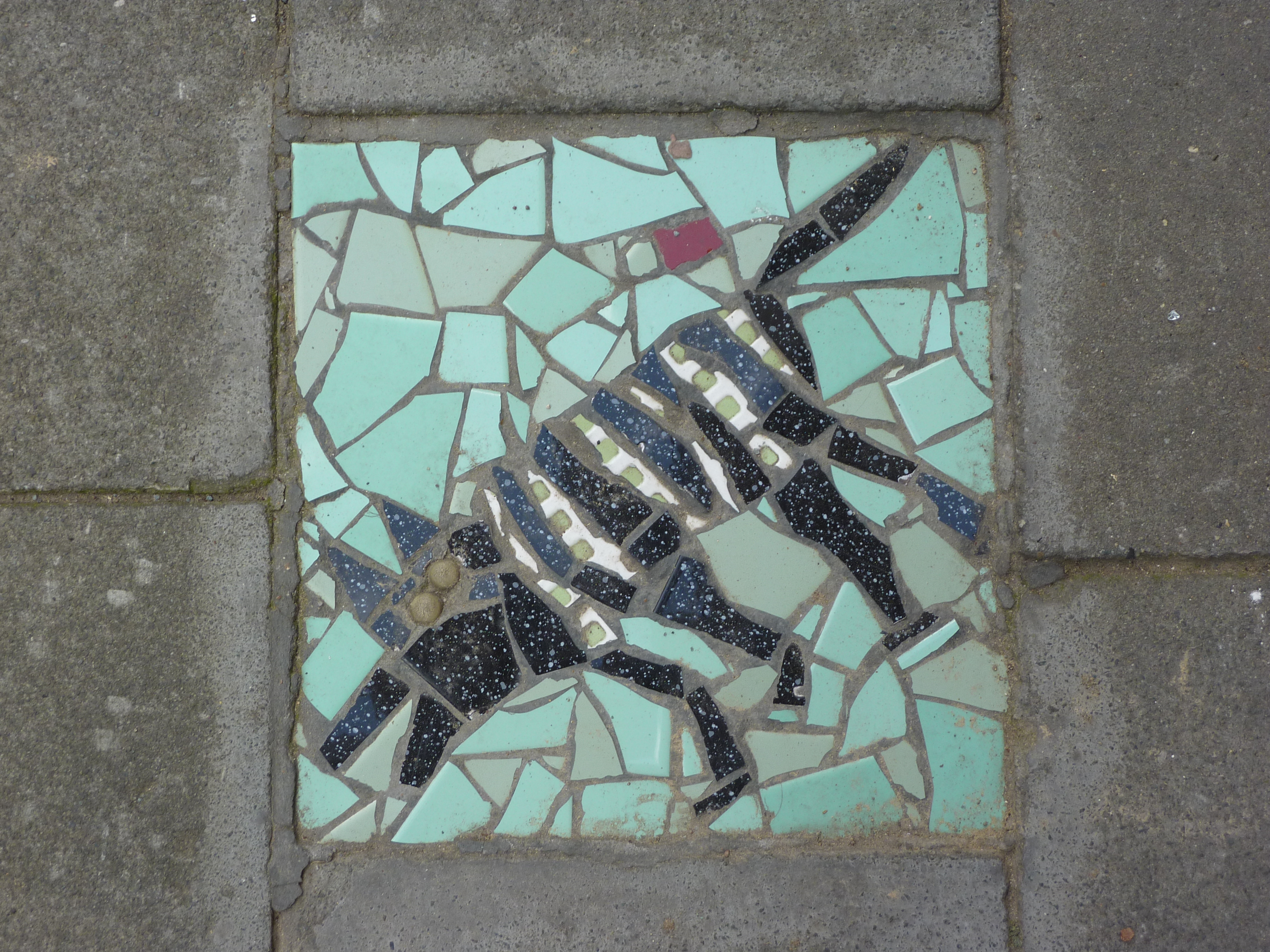
Mosaïque sur le trottoir au no 75